# Brigada de Mártires de Abu Salim
La Brigada de Mártires de Abu Salim fue una milicia islamista que abogó por la implementación de la ley Sharia en Derna, Libia. El grupo era conocido por hacer cumplir estrictas reglas sociales en la ciudad.

## Trasfondo
La Brigada de Mártires de Abu Salim fue creada por el exmiembro del  Grupo de Combate Islámico de Libia, Abdel-Hakim al-Hasidi.  Después de la guerra civil libia, Salim Derby se hizo cargo de la brigada.
En 2014, el Estado Islámico de Libia (ISIS) en Libia se hizo cargo de gran parte de Derna . Abu Salim e ISIL se enfrentaron repetidamente en los meses siguientes en disputas por el poder y los recursos. Derby murió en combates con militantes de ISIS en junio de 2015. 
El 17 de noviembre de 2015, 54 civiles fueron secuestrados en un falso retén en Trípoli. Los civiles fueron liberados en dos grupos de 27 personas, con pocas horas de diferencia, las autoridades atribuyeron el secuestro a la Brigada de los Mártires de Abu Salim.